# Driebladvetkruid
Driebladvetkruid (Sedum sarmentosum)  is een vaste plant uit de vetplantenfamilie (Crassulaceae). Het aantal chromosomen is 2n = 58.
De plant wordt 3-15 cm hoog. De bovengrondse. liggende, kale uitlopers zijn tot 25 cm lang. De bladeren in kransen van drie zijn licht geelgroen, lancetvormig, gaafrandig, 1,3-2,5 cm lang en 0,4-0,6 cm breed.
Driebladvetkruid bloeit vanaf juni tot in augustus met gele, 5-8 mm grote bloemen. De vijf bloembladen zijn puntig en ongeveer twee keer zo lang als de kelkblaadjes. De vijf kelkblaadjes zijn 3,5-5 mm lang. Er zijn twee rijen van vijf meeldraden. Ze zijn korter zijn dan de bloembladen. De helmhokjes zijn roodachtig gekleurd. De vrije vruchtbladen zijn 5-6 mm lang.
De vrucht is een kokervrucht met eivormige zaden, die ongeveer 0,5 mm groot zijn.

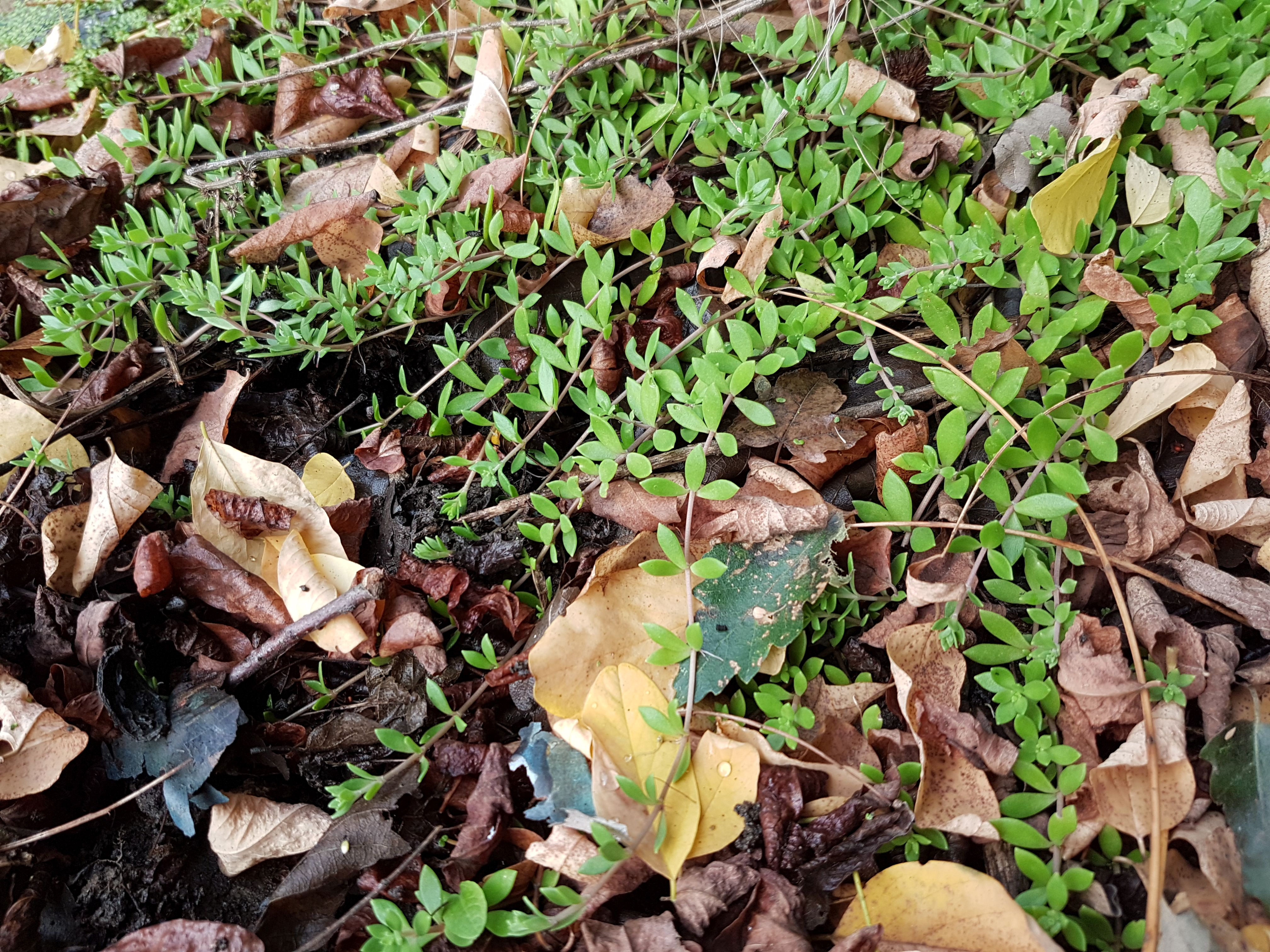
Planten
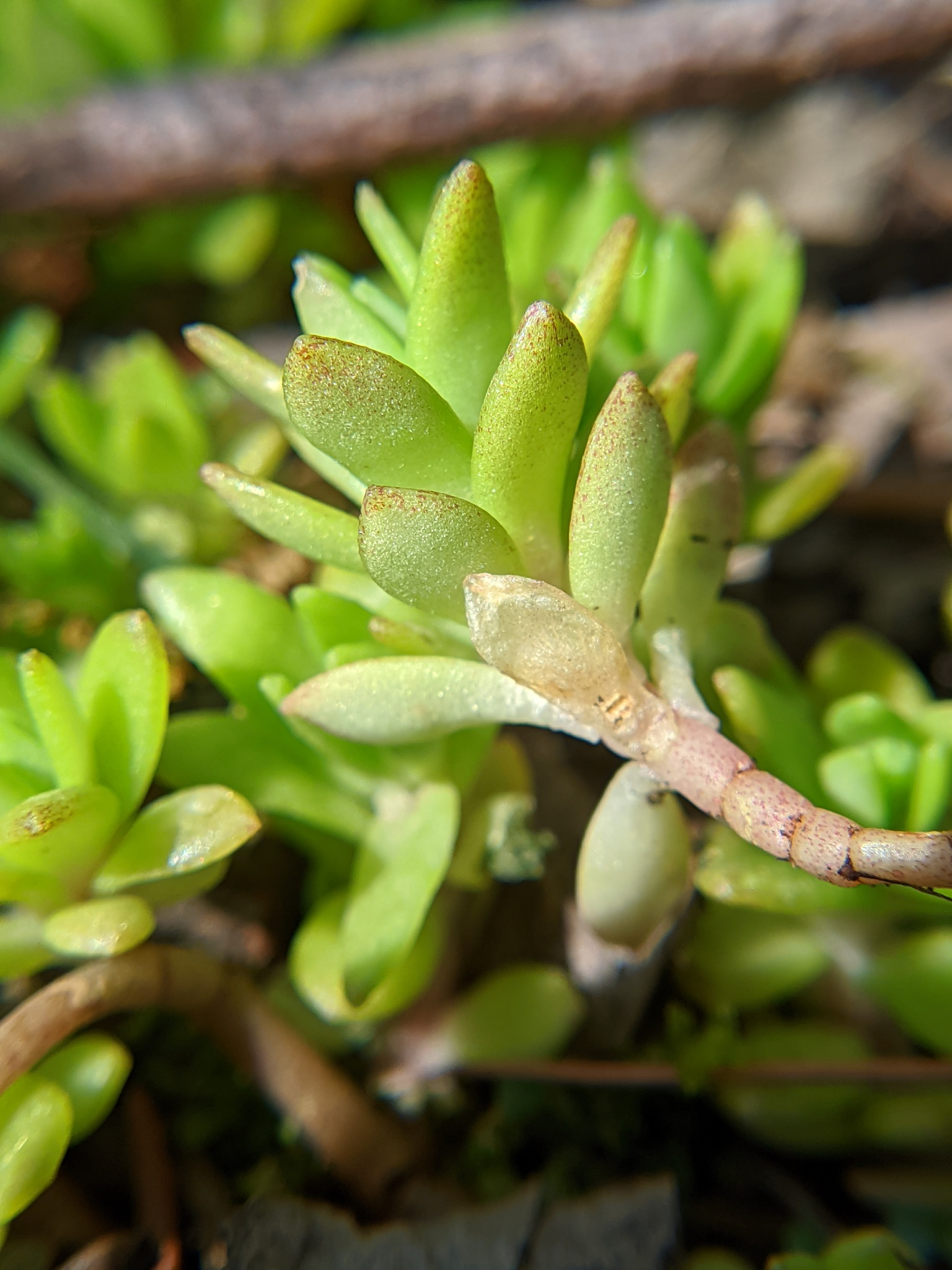
Bladeren
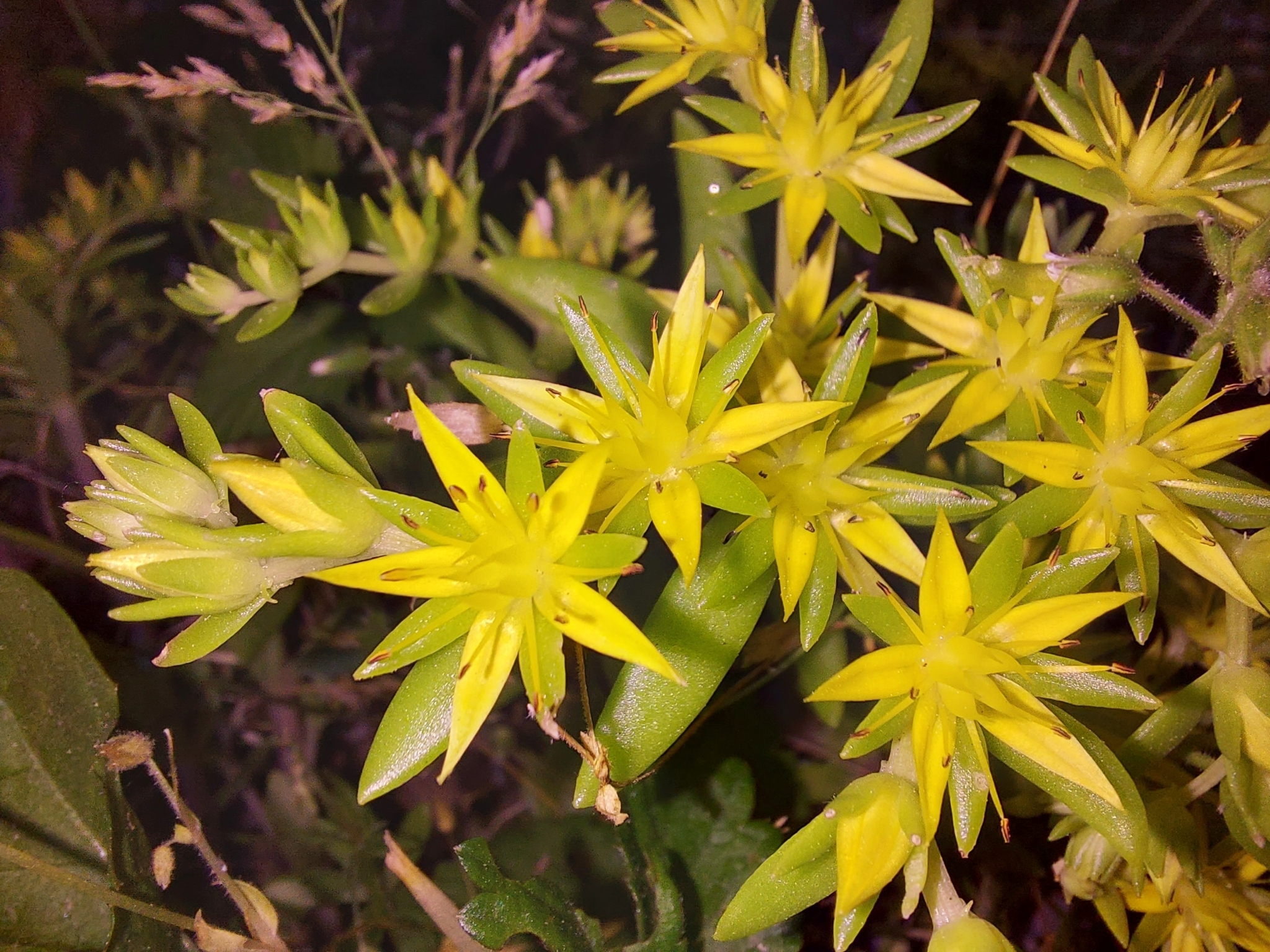
Bloem
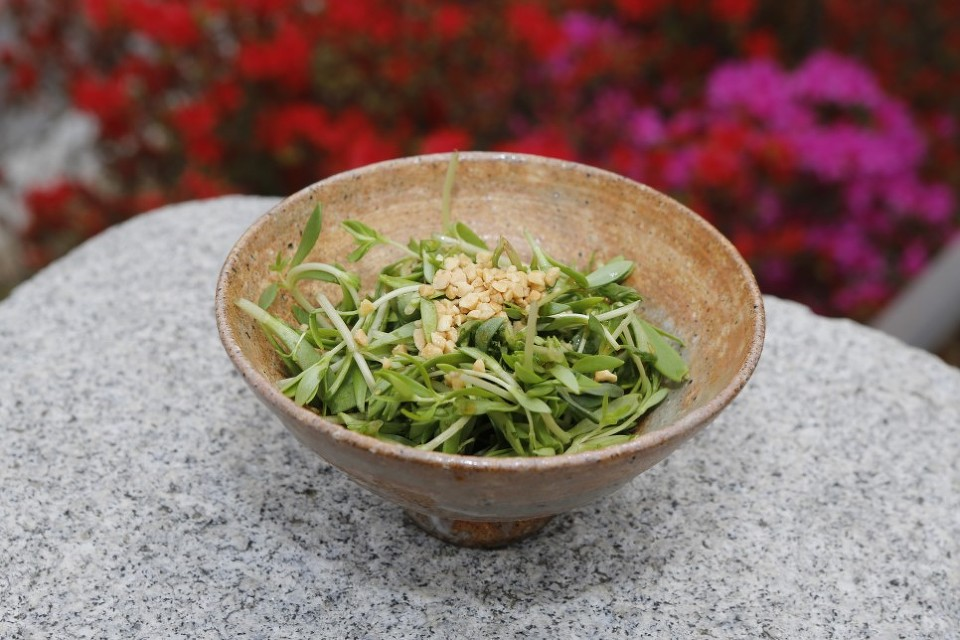
Salade

Driebladvetkruid staat op zonnige tot beschaduwde, droge tot vochthoudende, matig voedsel- tot voedselrijk, rotsachtige en steenachtige plaatsen. De wintergroene plant groeit in haar oorsprongsgebied op rotsen en basaltglooiingen, op muren en op puinhellingen, op industrieterreinen, in bossen en bosranden. Ze stamt oorspronkelijk uit Japan, China, Korea en Noord-Myanmar, wordt als sierplant gebruikt en is verwilderd en plaatselijk inburgerend in Europa en Noord-Amerika. In Nederland is de soort aan het inburgeren in het stedelijk gebied, met name veel in het zuidelijke deel van het land, maar de vindplaatsen weerspiegelen vooral de resultaten van plaatselijke floristen. De soort is vooral goed herkenbaar aan de vlakke bladeren die in kransen van drie staan, bleek geelgroen en lancetvormig zijn. De soort wordt gebruikt in de traditionele Chinese geneeskunst en is verder veelbelovend voor kankerbestrijding.